# Palme Dog
A Palme Dog é um prémio alternativo atribuído anualmente pelos críticos internacionais de cinema no Festival de Cannes a melhor atuação canina (seja por imagem real ou por animação). Foi estabelecido por Toby Rose em 2001. O prémio consiste numa coleira escrita com a palavra Palm Dog. O nome do prémio é um jogo de palavras com a Palma de Ouro (Palme d'or), a mais alta honra do festival.

## Vencedores e nomeados
A lista abaixo contém os vencedores e nomeados, os vencedores estão em negrito.
2001
- Otis de The Anniversary Party, realizado por  Jennifer Jason Leigh.
- Leo como “Delgado” em Large

2002
- Tähti como "Hannibal" em Mies vailla menneisyyttä
- Sonny (também conhecido como George), um Jack russell terrier em Mystics

2003
- "Moses" em Dogville
- "Bruno" em Les triplettes de Belleville

2004
- Todos os cães do filme Mondovino
- Cão acrobático em Život je čudo

2005
- Bruno em Die Höhle des gelben Hundes
- O “pequeno fiel West highland white terrier" em The Adventures of Greyfriars Bobby

2006
- Mops em Marie Antoinette
- Schumann, um Schnauzer gigante em Pingpong

2007
Pela primeira vez, houve um empate na premiação da Palme Dog:
- Todos os cães de rua em Ma-Mha
- Yuki em Persepolis

2008
Pela primeira vez, a Palme Dog foi concedida por unanimidade:
- Lucy em Wendy and Lucy
- Além disso, um Prémio Especial do Júri foi entregue a Molly do filme O' Horten.

2009
- Dug em Up
- Raposa em Anticristo
- Poodle em Inglourious Basterds

2010
- Boss em Tamara Drewe
- Um Prémio Especial do Júri foi entregue a Vuk em Le quattro volte.

2011
- Uggie em O Artista
- Um Prémio Especial do Júri foi entregue a Laika em Le Havre.

2012
- Banjo e Poppy em Sightseers
- Um Prémio Especial do Júri foi entregue a Billy Bob em Le Grand Soir

2013
- Baby Boy em Behind the Candelabra

2014
- O elenco canino de Deus Branco

2015
- Lucky em As Mil e Uma Noites
- Grande Prémio do Júri – "Bob" de The Lobster
- Prémio Palme DogManitarian – Je suis un soldat

2016
- Nellie em Paterson
- Jacques em Victoria
- Prémio Palme DogManitarian – Ken Loach

### Década de 2020
| Ano  | Destinatário | Filme                                         | Ref.                                          |
| ---- | --- | --------------------------------------------- | --------------------------------------------- |
| 2020 | Nenhum festival devido à pandemia de COVID-19                                                                       | Nenhum festival devido à pandemia de COVID-19 | Nenhum festival devido à pandemia de COVID-19 |
| 2021 | Rose, Dora, e Snowbear                                                                                              | The Souvenir Part II                          | [ 12 ]                                        |
| 2021 | Grande Prêmio do Júri: Sophie                                                                                       | Red Rocket                                    | [ 12 ]                                        |
| 2021 | Grande Prêmio do Júri: Panda                                                                                        | Lamb                                          | [ 12 ]                                        |
| 2021 | Prêmio Palm DogManitário: Mastercard por enfatizar o papel dos cães em seu marketing durante a pandemia de COVID-19 |                                               | [ 12 ]                                        |
| 2022 | Britney como Beast                                                                                                  | War Pony                                      | [ 13 ] [ 14 ]                                 |
| 2022 | Grande Prêmio do Júri: Marcel                                                                                       | Marcel!                                       | [ 13 ] [ 14 ]                                 |
| 2022 | Grande Prêmio do Júri: Elenco canino                                                                                | Volaða land                                   | [ 13 ] [ 14 ]                                 |
| 2022 | Prêmio Palm DogManitário: Patron (farejador de minas Jack Russell terrier ucraniano)                                |                                               | [ 13 ] [ 14 ]                                 |
| 2022 | Palma Cão de Caça: Titane                                                                                           |                                               | [ 13 ] [ 14 ]                                 |
| 2023 | Messi como Snoop | Anatomie d'une chute                          | [ 15 ]                                        |
| 2023 | Grande Prêmio do Júri: Alma                                                                                         | Kuolleet lehdet                               | [ 15 ]                                        |
| 2023 | Momento Vira-lata                                                                                                   | La chimera                                    | [ 15 ]                                        |
| 2023 | Canino Altamente Recomendado: Susie                                                                                 | Vincent doit mourir                           | [ 15 ]                                        |
| 2023 | Prêmio pelo conjunto de sua obra: Ken Loach                                                                         |                                               | [ 15 ]                                        |
| 2023 | Prêmio Palm DogManitário: Isabella Rossellini                                                                       |                                               | [ 15 ]                                        |